# Adabas (Syria)
Adabas (arab. عدبس) – wieś w Syrii, w muhafazie Hama. W 2004 roku liczyła 933 mieszkańców.